# The Tomorrow Man (film 2019)
The Tomorrow Man è un film del 2019 diretto da Noble Jones.
La pellicola è stata presentata al Sundance Film Festival del 2019.

## Trama
Ed Hemsler è un anziano ossessionato dall'incipiente apocalisse e, nella casa in cui vive da solo, ha allestito un attrezzatissimo rifugio segreto che assorbe tutto il suo tempo e le sue risorse.
Un giorno, al supermercato, è attratto da una donna che, dal suo punto di vista, avrebbe atteggiamenti compatibili con chi come lui si sta preparando al peggio. La donna si chiama Ronnie, anche lei sola, vedova e segnata dalla morte prematura dell'unica figlia. I due fanno conoscenza e, al di là dei segreti reciproci, scoprono di avere molto in comune e cominciano a frequentarsi piacevolmente.
Ed svela il suo rifugio a Ronnie che, meravigliata, gli rivela che lei non ha alcun brutto presentimento; tuttavia non si apre completamente con l'uomo, avendo deciso di non mostrargli mai la sua casa. 
Nel giorno del ringraziamento, Ed decide di presentare Ronnie al figlio Brian e alla sua famiglia. A tavola, la nipote Jeanine litiga con il padre e la cosa finisce per coinvolgere anche Ed e il suo rapporto col figlio.
Di ritorno dall'imbarazzante festa, Ronnie trova la forza di mostrare la sua casa a Ed. Questi scopre così che la donna è un'accumulatrice compulsiva, ma non si scompone minimamente facendo fare un salto enorme alla sua relazione. Dopo una prima notte di passione, Ed ha un piccolo ictus e finisce in ospedale. Qui si riavvicina al figlio Brian al quale, una volta guarito, svela il suo rifugio segreto. Il figlio non condivide, ma anche lui non condanna il padre, rendendo Ed molto felice.
Ed sente così la necessità di fare un ulteriore passo insieme a Ronnie e le propone di unirsi a lui nell'allestire un mercatino di strada nel quale entrambi si libereranno delle cose accumulate, cercando così ognuno di uscire dalla propria ossessione.
Ronnie non asseconda Ed che, deluso, va avanti con il suo piano. Il giorno in cui apre il suo mercatino ha però la sorpresa di vedersi raggiungere da Ronnie che porta, per venderla, una boccetta di vetro per lei molto significativa. Poco dopo, all'orizzonte appare un'esplosione nucleare, che lascia sgomenti tutti i presenti fuorché la coppia di protagonisti.

## Produzione
Le riprese sono state effettuate a Rochester e dintorni, nello stato di New York, area nella quale vive John Lithgow, protagonista della pellicola.

## Distribuzione
Questo film viene trasmesso in prima visione su Rai 3 il 12 maggio 2022.